# 안종훈
안종훈(1989년 7월 5일 ~ )은 대한민국의 전직 축구 선수이다. 선수 시절 포지션은 공격수였다.